# Parafia św. Andrzeja Boboli w Gorlicach
Parafia św. Andrzeja Boboli w Gorlicach – parafia rzymskokatolicka z siedzibą w Gorlicach, znajdująca się w diecezji rzeszowskiej w dekanacie gorlickim. Kościół parafialny zbudowany w latach 1990–1998, konsekrowany w 1998 roku.

## Historia

### Parafia, kościół
Parafia św. Andrzeja Boboli erygowana została 1 sierpnia 1983 przez bpa ordynariusza tarnowskiego Jerzego Ablewicza, jako trzecia gorlicka parafia. Pierwszym proboszczem został mianowany ks. Andrzej Mucha (od 14 czerwca 1983 mianowany jako wikariusz eksponowany). 26 sierpnia 1984 r. w uroczystość NMP Częstochowskiej bp Jerzy Ablewicz dokonał poświęcenia tymczasowej kaplicy, która przez 14 lat pełniła rolę kościoła parafialnego. 
W marcu 1989 r. dyrektor Wojewódzkiego Wydziału ds. Wyznań w Nowym Sączu wyraził zgodę na budowę kościoła, którą rozpoczęto w 1990 r. Kamień węgielny poświęcił papież Jan Paweł II na Błoniach krakowskich w 1983 roku, w czasie II pielgrzymki do Polski. We wrześniu 1991 r. ówczesny biskup tarnowski Józef Życiński dokonał wmurowania kamienia węgielnego. Duża część kościoła wybudowana została czynem społecznym. Kościół został ostatecznie ukończony w maju 1998 i poświęcony 11 października 1998 przez bpa Kazimierza Górnego, zastępując wybudowaną wcześniej prowizoryczną kaplicę. Kościół wybudowany jest na miejscu krwawej bitwy pod Gorlicami z dnia 2 maja 1915 r., w której brał udział m.in. ojciec Jana Pawła II, dlatego uznawany jest jako „Wotum Wdzięczności Bogu za papieża Jana Pawła II”.
Plebania została wybudowana w 1985 roku.
Parafia św. Andrzeja Boboli należała do 1992 r. do diecezji tarnowskiej. Od 25 marca 1992, po reorganizacji systemu kościelnego w Polsce na mocy bulli papieskiej Totus Tuus Poloniae populus, należy do diecezji rzeszowskiej.

### Gorlicka Golgota
Jedną z atrakcji parafii jest wzgórze (na terenie parafii) zwane Gorlicką Golgotą. W 1973 na tym wzgórzu stanął krzyż na pamiątkę zakończenia peregrynacji obrazu NMP Jasnogórskiej w diecezji tarnowskiej. Gorlicka Golgota powstała w latach 1994–2005 na wysokim wzgórzu, oddalonym o dwa kilometry od kościoła parafialnego, z którego wielokrotnie wyruszały na wzniesienie plenerowe Drogi Krzyżowe. Pierwsza taka odbyła się w Wielki Czwartek w 1994 r. Projekt Golgoty wykonał architekt Julian Klimek. 14 września 2006 r. w święto Podwyższenia Krzyża św. bp Kazimierz Górny dokonał erygowania i poświęcenia Kalwarii. 

## Proboszczowie parafii
- ks. Andrzej Mucha (1983–2009)[7]
- ks. Stanisław Kogut (od 2009)[8]